# 親不孝ベイベー
「親不孝ベイベー」（おやふこうベイベー）は、初代・恵比寿マスカッツの7枚目のシングル。

## 概要
- それぞれカップリング曲と付属DVDの内容が違う、初回限定盤3形態とCDのみの通常盤の4形態でのリリース。
- 日本テレビ系『芸能★BANG+』2012年6月度エンディングテーマ曲。
- 7月11日に「親不孝ベイベー」の別バージョンのプロモーションビデオ、メイキング映像が収録されたDVDが発売された。
- 瑠川リナがセンターポジションを務める。
- 恵比寿★マスカッツの喜怒愛楽ツアー『全国イク行く〜♡』より歌い継がれている。

## 収録曲

### 初回限定盤A
1. 親不孝ベイベー［5:06］
2. ドキドキ修学旅行［3:59］
3. 親不孝ベイベー（オリジナルカラオケ）［5:05］
4. ドキドキ修学旅行（オリジナルカラオケ）［3:57］

- DVD
  - 親不孝ベイベー（PV）

### 初回限定盤B
1. 親不孝ベイベー
2. 九九ダンス［5:04］
3. 親不孝ベイベー（オリジナルカラオケ）
4. 九九ダンス（オリジナルカラオケ）［5:02］

- DVD
  - 九九ダンス（PV）

### 初回限定盤C
1. 親不孝ベイベー
2. タクシー音頭［4:00］
3. 親不孝ベイベー（オリジナルカラオケ）
4. タクシー音頭（オリジナルカラオケ）［3:57］

- DVD
  - タクシー音頭（PV）

### 通常盤
1. 親不孝ベイベー
2. タクシー音頭
3. 親不孝ベイベー（オリジナルカラオケ）
4. タクシー音頭（オリジナルカラオケ）